# Bahnstrecke Frankfurt–Friedrichsdorf
| Kurzzug der Baureihe 423 zwischen Bad Homburg und Seulberg | |                                                 |                                                 |
| Streckennummer (DB): | 3611 |                                                 |                                                 |
| Kursbuchstrecke (DB): | 645.5, 637 |                                                 |                                                 |
| Kursbuchstrecke: | 172a (Frankfurt (Main) Hbf – Bad Homburg 1934) 172b, 172c (Bad Homburg – Friedrichsdorf (Taunus) 1934) 196a (Frankfurt (Main) Hbf – Bad Homburg 1946) 196b, 196c (Bad Homburg – Friedrichsdorf (Taunus) 1946) |                                                 |                                                 |
| Streckenlänge: | 23,9 km |                                                 |                                                 |
| Spurweite: | 1435 mm (Normalspur) |                                                 |                                                 |
| Streckenklasse: | D4 (F. (Main) Hbf (tief)–F.-Rödelheim) C2 (F.-Rödelheim–Friedrichsdorf) |                                                 |                                                 |
| Stromsystem: | 15 kV, 16,7 Hz ~ |                                                 |                                                 |
| Streckengeschwindigkeit: | 120 km/h |                                                 |                                                 |
| Zugbeeinflussung: | PZB |                                                 |                                                 |
| Zweigleisigkeit: | durchgehend |                                                 |                                                 |
| | |                                                 |                                                 |
| \| \| \| von Frankfurt Süd \| \| \| \| 0,0 \| Frankfurt (Main) Hbf (tief) \| Frankfurt (Main) Hbf (tief) \| \| \| \| nach Eschhofen \| \| \| \| \| \| \| \| \| \| von Frankfurt (Main) Hbf \| \| \| \| \| \| \| \| \| \| vom Abzw Main-Neckar-Brücke \| \| \| \| \| von Frankfurt (Main) Außenbahnhof \| \| \| \| 1,6 \| Frankfurt (Main) Galluswarte \| Frankfurt (Main) Galluswarte \| \| \| \| ehem. Hauptgüterbahnhof \| \| \| \| 2,4 \| Frankfurt am Main Messe \| Frankfurt am Main Messe \| \| \| \| zum Hauptgüterbahnhof \| \| \| \| \| Beginn des Hochbahnabschnitts \| \| \| \| 3,3 \| Frankfurt (Main) West \| Frankfurt (Main) West \| \| \| \| nach Kassel \| \| \| \| \| nach Kassel \| \| \| \| \| Ende des Hochbahnabschnitts \| \| \| \| 5,9 \| Rebstock- und Kaiserkurve (Bäderbahn), ehem. Bk \| Rebstock- und Kaiserkurve (Bäderbahn), ehem. Bk \| \| \| \| Nidda \| \| \| \| 6,6 \| Frankfurt-Rödelheim \| Frankfurt-Rödelheim \| \| \| \| nach Niederhöchstadt \| \| \| \| \| Verbindungsgleis zur Stadtbahnzentralwerkstatt \| \| \| \| \| A 5 \| \| \| \| \| Regionaltangente West (geplant) \| \| \| \| \| nach Eschborn Süd \| \| \| \| \| In der Wolfslach \| \| \| \| \| Steinbach \| \| \| \| \| Anst. Ceresinfabrik Schütz (bis 1988) \| \| \| \| 12,4 \| Oberursel-Weißkirchen/Steinbach \| Oberursel-Weißkirchen/Steinbach \| \| \| 13,7 \| Oberursel-Stierstadt \| Oberursel-Stierstadt \| \| \| \| Oberursel Gattenhöferweg \| \| \| \| \| A-Strecke der U-Bahn Frankfurt \| \| \| \| \| Oberursel Frankfurter Landstraße \| \| \| \| \| von Heddernheim \| \| \| \| 15,3 \| Oberursel (Taunus) \| Oberursel (Taunus) \| \| \| \| zur Hohemark \| \| \| \| \| Dornbach \| \| \| \| 19,0 \| Bad Homburg \| Bad Homburg \| \| \| \| Kirdorfer Bach \| \| \| \| 22,7 \| Seulberg \| Seulberg \| \| \| 23,9 \| Friedrichsdorf (Taunus) \| Friedrichsdorf (Taunus) \| \| \| \| nach Albshausen \| \| \| \| \| nach Friedberg \| \| \| \| \| \| \| \| Quellen: [1] \| \| \| \| | |                                                 |                                                 |
| Strecke (im Tunnel) | | von Frankfurt Süd                               | von Frankfurt Süd                               |
| Bahnhof (im Tunnel) | 0,0 | Frankfurt (Main) Hbf (tief)                     | Frankfurt (Main) Hbf (tief)                     |
| Abzweig geradeaus und nach links (im Tunnel) | | nach Eschhofen                                  | nach Eschhofen                                  |
| | |                                                 |                                                 |
| Tunnelende · Strecke von links | | von Frankfurt (Main) Hbf                        | von Frankfurt (Main) Hbf                        |
| | |                                                 |                                                 |
| Strecke · Abzweig geradeaus und von links | | vom Abzw Main-Neckar-Brücke                     | vom Abzw Main-Neckar-Brücke                     |
| Strecke · Abzweig geradeaus und von links | | von Frankfurt (Main) Außenbahnhof               | von Frankfurt (Main) Außenbahnhof               |
| Bahnhof · Dienststation / Betriebs- oder Güterbahnhof | 1,6 | Frankfurt (Main) Galluswarte                    | Frankfurt (Main) Galluswarte                    |
| Kreuzung geradeaus oben (Querstrecke außer Betrieb) · Kreuzung geradeaus oben (Querstrecke außer Betrieb) | | ehem. Hauptgüterbahnhof                         | ehem. Hauptgüterbahnhof                         |
| Haltepunkt / Haltestelle · Strecke | 2,4 | Frankfurt am Main Messe                         | Frankfurt am Main Messe                         |
| Strecke · Abzweig geradeaus und ehemals nach links | | zum Hauptgüterbahnhof                           | zum Hauptgüterbahnhof                           |
| Strecke Anfang Hochstrecke · Strecke | | Beginn des Hochbahnabschnitts                   | Beginn des Hochbahnabschnitts                   |
| Haltepunkt / Haltestelle · Bahnhof | 3,3 | Frankfurt (Main) West                           | Frankfurt (Main) West                           |
| Abzweig geradeaus und nach rechts · Strecke | | nach Kassel                                     | nach Kassel                                     |
| Kreuzung Ende Hochstrecke · Abzweig geradeaus und nach rechts | | nach Kassel                                     | nach Kassel                                     |
| Verschwenkung nach links · Verschwenkung nach rechts | | Ende des Hochbahnabschnitts                     | Ende des Hochbahnabschnitts                     |
| Abzweig geradeaus und von links | 5,9 | Rebstock- und Kaiserkurve (Bäderbahn), ehem. Bk | Rebstock- und Kaiserkurve (Bäderbahn), ehem. Bk |
| Brücke über Wasserlauf | | Nidda                                           | Nidda                                           |
| Bahnhof | 6,6 | Frankfurt-Rödelheim                             | Frankfurt-Rödelheim                             |
| Abzweig geradeaus und nach links | | nach Niederhöchstadt                            | nach Niederhöchstadt                            |
| Kreuzung mit U-Bahn geradeaus oben | | Verbindungsgleis zur Stadtbahnzentralwerkstatt  | Verbindungsgleis zur Stadtbahnzentralwerkstatt  |
| Brücke | | A 5                                             | A 5                                             |
| U-Bahn-Abzweig quer und von rechts (Strecke außer Betrieb) · Kreuzung mit U-Bahn geradeaus oben (Querstrecke außer Betrieb) · U-Bahn-Abzweig quer und von rechts (Strecke außer Betrieb) | | Regionaltangente West (geplant)                 | Regionaltangente West (geplant)                 |
| U-Bahn-Strecke nach links (außer Betrieb) · Abzweig mit U-Bahn geradeaus, ehemals von links und ehemals von rechts · U-Bahn-Strecke nach rechts (außer Betrieb) | | nach Eschborn Süd                               | nach Eschborn Süd                               |
| Bahnübergang | | In der Wolfslach                                | In der Wolfslach                                |
| Brücke über Wasserlauf | | Steinbach                                       | Steinbach                                       |
| Abzweig geradeaus und ehemals nach rechts | | Anst. Ceresinfabrik Schütz (bis 1988)           | Anst. Ceresinfabrik Schütz (bis 1988)           |
| Bahnhof | 12,4 | Oberursel-Weißkirchen/Steinbach                 | Oberursel-Weißkirchen/Steinbach                 |
| Haltepunkt / Haltestelle | 13,7 | Oberursel-Stierstadt                            | Oberursel-Stierstadt                            |
| Bahnübergang | | Oberursel Gattenhöferweg                        | Oberursel Gattenhöferweg                        |
| Kreuzung mit U-Bahn geradeaus oben | | A-Strecke der U-Bahn Frankfurt                  | A-Strecke der U-Bahn Frankfurt                  |
| Bahnübergang | | Oberursel Frankfurter Landstraße                | Oberursel Frankfurter Landstraße                |
| Abzweig geradeaus und ehemals von rechts | | von Heddernheim                                 | von Heddernheim                                 |
| Bahnhof | 15,3 | Oberursel (Taunus)                              | Oberursel (Taunus)                              |
| Abzweig geradeaus und ehemals nach links | | zur Hohemark                                    | zur Hohemark                                    |
| Brücke über Wasserlauf | | Dornbach                                        | Dornbach                                        |
| Bahnhof | 19,0 | Bad Homburg                                     | Bad Homburg                                     |
| Brücke über Wasserlauf | | Kirdorfer Bach                                  | Kirdorfer Bach                                  |
| Haltepunkt / Haltestelle | 22,7 | Seulberg                                        | Seulberg                                        |
| Bahnhof | 23,9 | Friedrichsdorf (Taunus)                         | Friedrichsdorf (Taunus)                         |
| Abzweig geradeaus und nach links | | nach Albshausen                                 | nach Albshausen                                 |
| Strecke | | nach Friedberg                                  | nach Friedberg                                  |
| | |                                                 |                                                 |
| Quellen: | |                                                 |                                                 |

Die Bahnstrecke Frankfurt–Friedrichsdorf wurde 1860 als Homburger Bahn eröffnet, so wurde anfangs die 18 Kilometer lange Eisenbahnstrecke von Frankfurt am Main nach (Bad) Homburg vor der Höhe in Hessen bezeichnet. Sie ist heute Teil der DB-Strecke 3611 Frankfurt (Main) Hauptbahnhof tief–Friedrichsdorf (Taunus)–Friedberg (Hess), auf ihr verkehren die Linien S-Bahn-S5 und die RB 15. 

## Geschichte

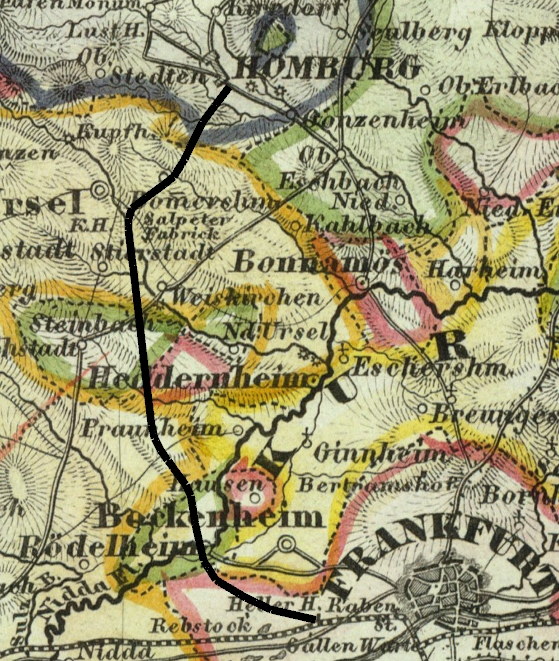
Staaten im Bereich der Homburger Bahn 1851

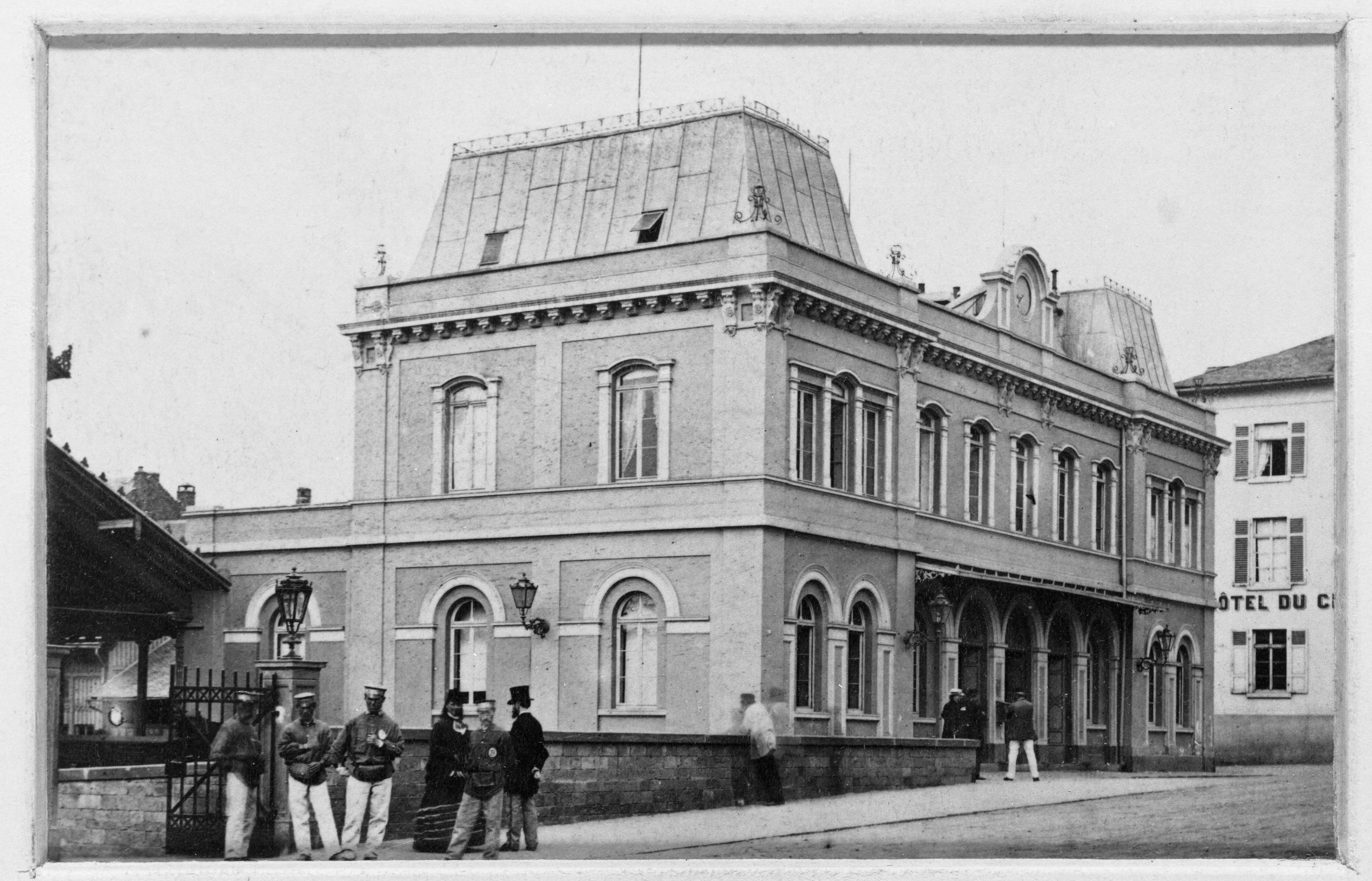
Empfangsgebäude des ersten Bahnhofs von Bad Homburg

Schon früh bemühte sich das damalige Homburg um eine leistungsfähige Verkehrsverbindung nach Frankfurt. Homburg schnell und bequem erreichen zu können, war für den Kur- und Badebetrieb sowie die Spielbank von großer wirtschaftlicher Bedeutung. 1850 verkehrte eine Pferdeomnibuslinie im Stundentakt von Frankfurt teils direkt über Bonames, teils über Oberursel nach Homburg. Sie genügte den Anforderungen der Reisenden jedoch bald nicht mehr. Eisenbahnprojekte scheiterten 1836, 1845, 1851 und 1856. Ursachen waren das Geld und die Kleinstaaterei, berührte die schließlich verwirklichte knapp 18 Kilometer lange Strecke doch die Territorien von vier unabhängigen Staaten: die Freie Stadt Frankfurt, das Großherzogtum Hessen (Darmstadt), das Herzogtum Nassau und die Landgrafschaft Hessen-Homburg. Das Herzogtum Nassau hatte Bedenken, denn es wollte der Konkurrenz für seine eigenen Bäder keinen Vorschub leisten. Vor allem das Kurfürstentum Hessen-Kassel stand dem Projekt ablehnend gegenüber, so dass die Bahn dessen Territorium umfahren musste und nicht in Bockenheim die Main-Weser-Bahn erreichen konnte. Der Volksmund sprach übertreibend von der „Sechs-Länder-Bahn“.
Als nach zähen Verhandlungen ein Kompromiss für den Streckenverlauf und mit der Spielbank ein zahlungskräftiger Finanzier gefunden war, wurden von allen beteiligten Staaten bis Ende Juni 1859 die Konzessionen an den englischen Eisenbahnunternehmer Sir Samuel Morton Peto erteilt und die Homburger Eisenbahn-Gesellschaft (HEG) gegründet. Der Bau nach den Plänen des bekannten Eisenbahningenieurs Edmund Heusinger von Waldegg ging demgegenüber sehr schnell vonstatten, denn schon am 10. September 1860 fuhren die ersten Personenzüge. Der Güterverkehr folgte ab dem 6. Oktober 1860. Die Homburger Bahn benutzte in Frankfurt einen Anbau des Main-Weser-Bahnhofs an der Gallusanlage, fuhr auf den Gleisen der Taunus-Eisenbahn bis zum Rebstockgelände, wo sie auf ihre eigene Trasse nach Rödelheim abzweigte. Weiter verlief die Strecke über Weißkirchen und Oberursel nach Homburg, wo sie in einem Kopfbahnhof an der Louisenstraße endete.
Bei der Eröffnung verfügte die Homburger Eisenbahn-Gesellschaft über 28 Personenwagen der ersten bis dritten Klasse sowie Pack- und Güterwagen und vier Lokomotiven mit der Achsfolge 1B. Die Maschinen wurden von Henschel geliefert mit den Fabriknummern 46 bis 49. 1870 wurde noch eine ähnliche Lokomotive von Henschel mit der Fabriknummer 290 beschafft. Auch die Anzahl der Personenwagen wurde auf 36 erhöht. Anfangs verkehrten täglich acht Zugpaare zwischen Frankfurt und Homburg.

### Weitere Entwicklung

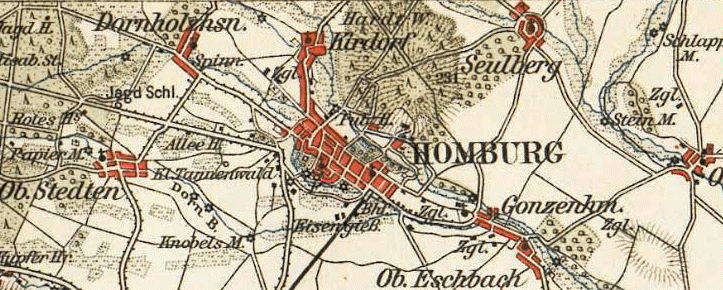
Die damals noch in Homburg endende Bahn (1893)

Die preußischen Annexionen nach dem Krieg von 1866 vereinfachten die Verhältnisse für die Homburger Eisenbahn-Gesellschaft sehr. Die Strecke verlief nun auf ganzer Länge in Preußen – bis auf ein kleines Stück am Bahnhof Weißkirchen. Die Schließung der Spielbank in Homburg durch den preußischen Staat 1872 führte zu einem spürbaren Rückgang der Fahrgastzahlen. 1873 bis 1874 wurde von einer Privatbahn-Gesellschaft die Cronberger Eisenbahn gebaut. Sie benutzte die Trasse der Homburger Bahn und zweigte im Bahnhof Rödelheim nach Kronberg ab. Am 1. Januar 1880 wurde die Homburger Eisenbahn-Gesellschaft an Preußen verkauft, weil sie die Kosten für die Streckenänderungen im Zusammenhang mit dem geplanten neuen Frankfurter Hauptbahnhof nicht aufbringen konnte oder wollte. Nun konnte auch die Anbindung der Homburger Bahn an die ebenfalls verstaatlichte Main-Weser-Bahn im Bahnhof Bockenheim (heute: Bahnhof Frankfurt (Main) West), die 1860 nicht erreicht werden konnte, gebaut und am 10. Mai 1884 in Betrieb genommen werden. Dadurch verkürzte sich die Strecke auf 15,6 Kilometer ab Westbahnhof, die alte Trasse über das Rebstockgelände ist vollkommen verschwunden.

### Verlängerung und Ausbau

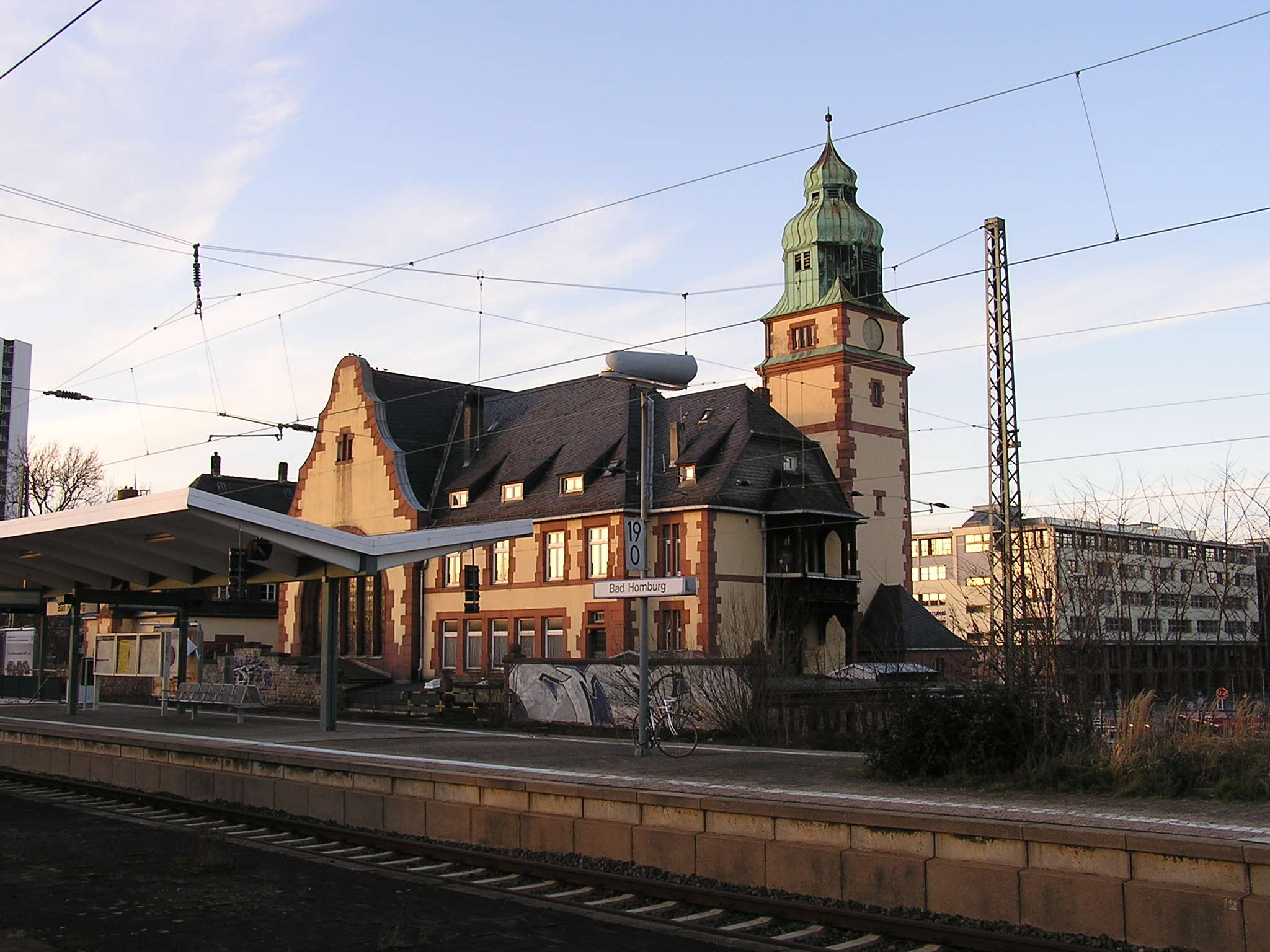
Empfangsgebäude des Homburger Bahnhofs, Gleisseite

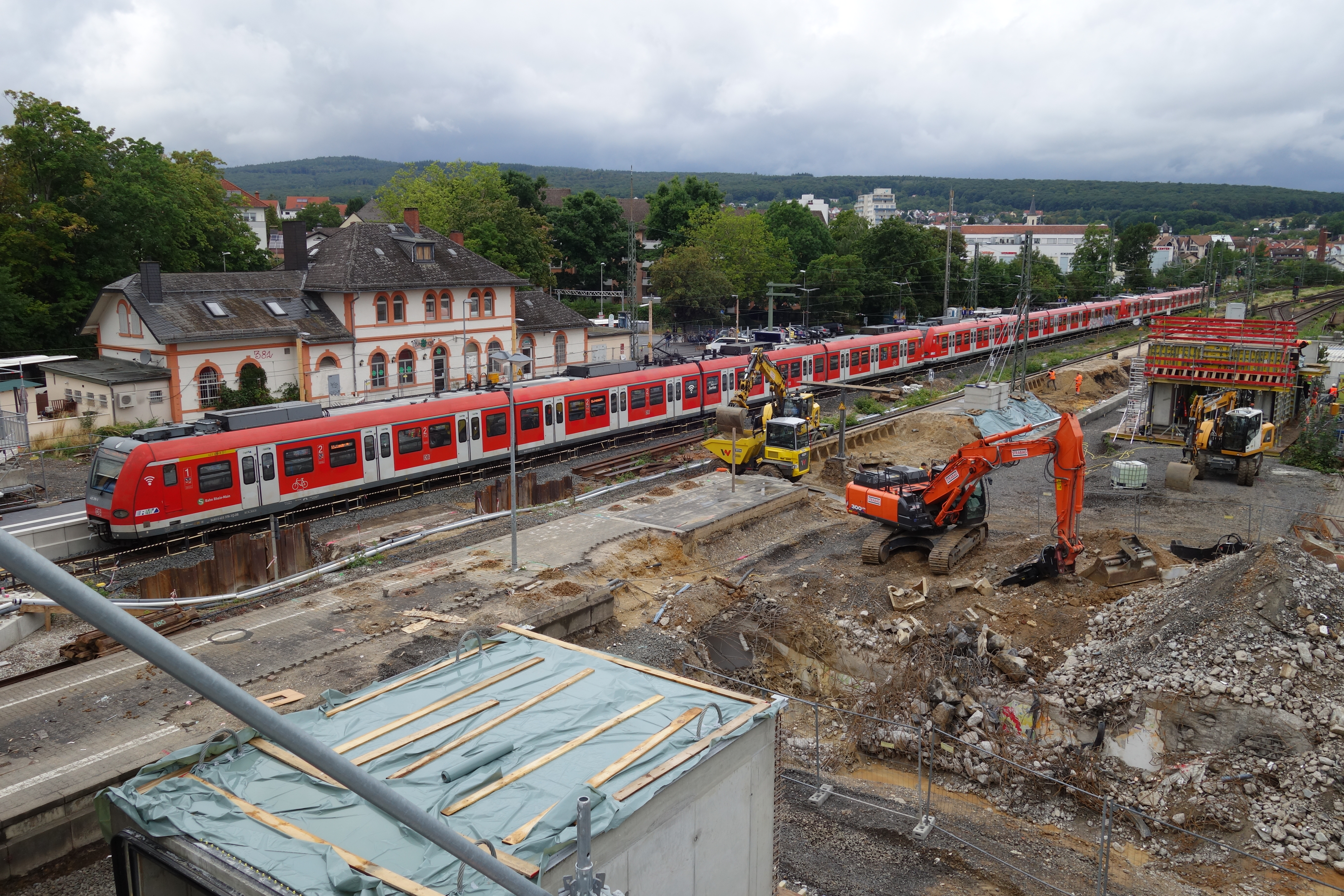
Bahnhof Friedrichsdorf während der Modernisierung 2023 mit S-Bahn

1895 wurde die Usinger Bahn beziehungsweise Homburg–Usinger Bahn von Homburg über Friedrichsdorf nach Usingen in Betrieb genommen und einige Jahre später bis nach Weilburg und Wetzlar zur Lahntalbahn verlängert. In Homburg wurde dafür in einer Entfernung von 200 bis 300 Meter von der Endstation der Frankfurter Strecke, die an der Stelle des heutigen Rathauses lag, ein zweiter Kopfbahnhof an der unteren Louisenstraße errichtet: Homburg Neu. Über ein Verbindungsgleis zwischen den beiden Bahnhöfen war zwar Rangierverkehr möglich, durchgehender Verkehr jedoch nicht. In Homburg Neu begannen zunächst auch die Züge der schon 1868 geplanten Verbindung nach Friedberg, die ab 1898 gebaut und am 15. Juli 1901 in Betrieb genommen wurde. Sie zweigte in Friedrichsdorf von der Nebenbahn in den Hintertaunus ab.
1907 wurden die alten Bahnhöfe durch den neuen Bahnhof Homburg ersetzt. Das Bad in Bad Homburg wurde 1912 hinzugefügt. Zwischen 1907 und 1912 wurde die gesamte Strecke Frankfurt–Homburg–Friedrichsdorf–Friedberg zweigleisig ausgebaut. Dadurch wurde die Verbindung nach Friedberg Teil der Strecke (heute 3611), der Beginn der Usinger Bahn (3746, heute 9374) wurde nach Friedrichsdorf zurückgezogen.

### Verbindungskurven

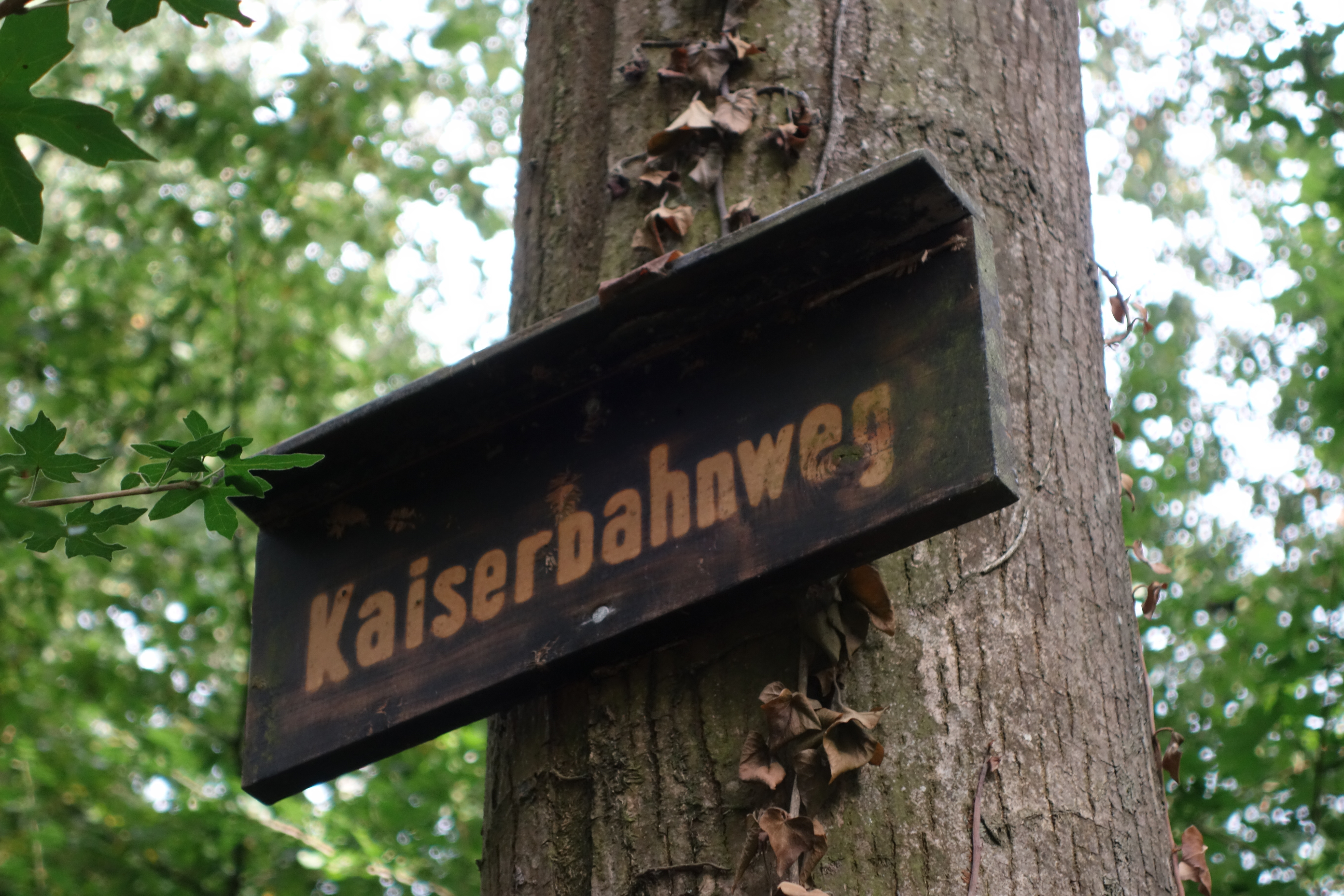
Ein Wegschild am Kaiserbahnweg im Niedwald erinnert heute an die einstige Trasse der Bäderkurve.

Am 1. September 1905 wurde die auf kaiserlichen Wunsch gebaute Verbindungskurve zur Taunus-Eisenbahn vom Frankfurter Rebstockgelände durch den Niedwald zunächst nur für den Güterverkehr und Sonderzüge eröffnet. Sie zweigte südlich vom Bahnhof Rödelheim von der Homburger Strecke in Richtung Höchst ab und diente ab 1908 auch dem Personenverkehr, der Bäderbahn, einer Verbindung zwischen Wiesbaden, Höchst, Bad Homburg und Bad Nauheim.
Ein Abzweig Richtung Frankfurt Hauptbahnhof konnte bedingt durch den Ersten Weltkrieg erst am 15. März 1927 eröffnet werden und wird heute von den Zügen der Linie RB 15 befahren, welche im Berufsverkehr über Bad Homburg hinaus bis Frankfurt durchgebunden sind.
Die Verbindungskurve nach Höchst wurde nach 1963 im Zuge des Ausbaus der A 5 abgebrochen.

### Nach 1945

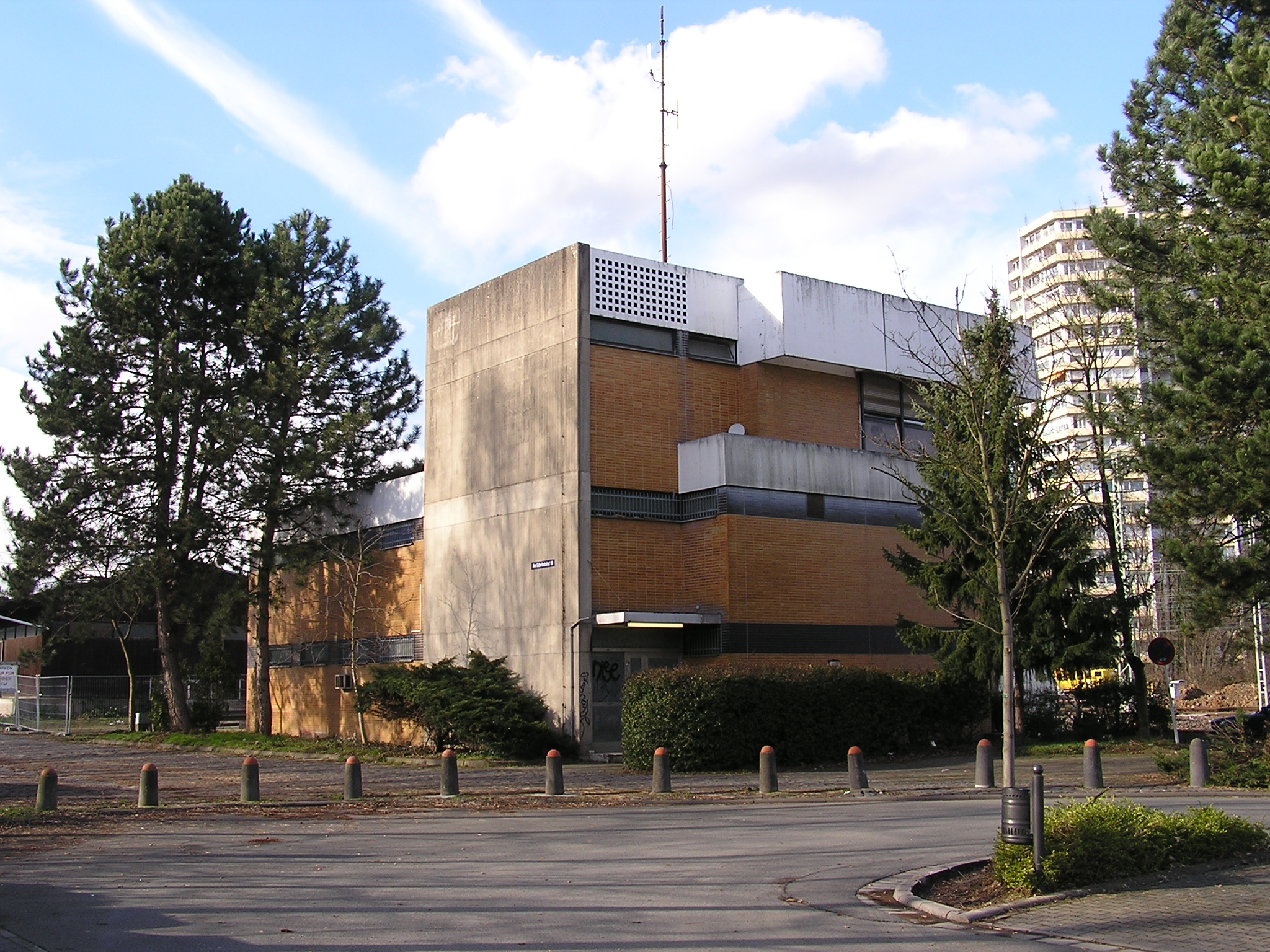
Stellwerk im Bf Bad Homburg für den Bereich Weißkirchen/Steinbach–Friedrichsdorf–Friedberg

Nach Beseitigung der Schäden des Zweiten Weltkrieges gewann die Strecke ihre Bedeutung in der Bewältigung der Pendlerströme nach Frankfurt. Ab dem 23. Mai 1954 fuhren Nahschnellverkehrszüge als Wendezüge in einem starren halbstündlichen Taktfahrplan, zunächst gezogen bzw. geschoben von Tenderloks der Baureihe 78 und mit Diesellokomotiven des Typs V 80, später dann V 100. Die Verlängerung nach Friedberg hingegen wurde wegen Kriegsschäden und sinkender Rentabilität wieder zu einer eingleisigen Nebenbahn zurückgestuft.
Nach Abschluss der Elektrifizierung am 26. September 1970 wurden die Wendezüge meist mit Elektrolokomotiven der Baureihe 141 bespannt, Vorläufer der ab 25. September 1977 eingesetzten Triebwagenzüge der Baureihe 420, die den S-Bahn-Betrieb zunächst vom Hauptbahnhof nach Friedrichsdorf einläuteten. Für den S-Bahn-Verkehr wurde der Abschnitt Frankfurt (Main) Hauptbahnhof tief–Frankfurt (Main) West viergleisig ausgebaut. 

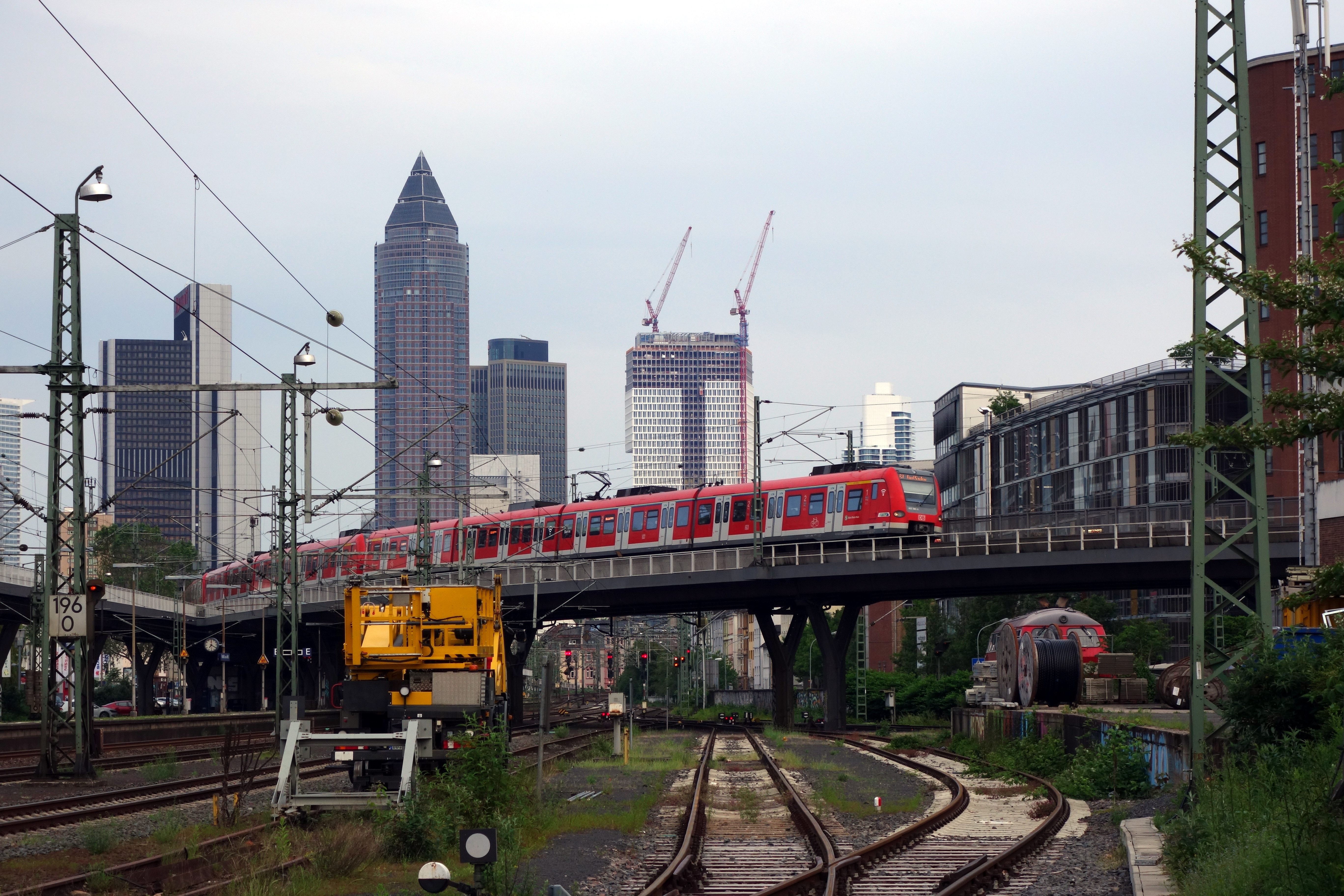
Ausfädelung der Homburger Bahn am Bahnhof Frankfurt (Main) West

In Frankfurt (Main) West entstand für die östlich gelegenen S-Bahn-Gleise ein Überwerfungsbauwerk samt Abzweigen nach Rödelheim/Friedberg und somit Bahnsteige in Hochlage über den Regionalbahnsteigen. Seitdem beginnt die Kilometrierung der Strecke 3611 in Frankfurt (Main) Hauptbahnhof tief und läuft über Friedrichsdorf weiter bis Friedberg.
Zwischen 1968 und 1978 wurden die neu gebauten U-Bahn-Triebwagen der Baureihe U2 von Dampfloks der DR-Baureihe 50 über die Homburger Bahn nach Oberursel gezogen und dort über eine Gleisverbindung auf die A-Strecke des U-Bahn-Netzes rangiert. Über diese Gleisverbindung lief ferner der Güterverkehr von der A-Strecke zur VDM in Heddernheim und der Motorenfabrik Oberursel. Dieser Verkehr wurde im Zuge des U-Bahn-Ausbaus 1971 (Oberursel) sowie am 27. Oktober 1981 (Heddernheim) eingestellt. Die Gleisverbindung war mit ausgebauten Weichen bis 2011 noch vorhanden, aber durch einen GSM-R-Sendemast unterbrochen. Noch vorhanden ist ein Metallmast mit Traverse, der einem den U-Bahn-Bereich verlassenden Fahrzeug den eventuell noch gehobenen Stromabnehmer herunterreißen sollte, damit dieser nicht an der höheren Spannung der Bahn-Oberleitung eine Gefahr darstellt.
Mit dem Eintritt in den Frankfurter Verkehrsverbund (FVV) kam 1993 die Linie T hinzu, zunächst nur ab Friedrichsdorf, dann ab Bad Homburg und Frankfurt (Main) Hauptbahnhof. Zwischen 2003 und 2006 wurde der S-Bahn-Verkehr auf die neuere Baureihe 423 umgestellt.

### Zukunftspläne
Nach Elektrifizierung der Bahnstrecke Friedrichsdorf–Albshausen bis Usingen soll die Linie S5 dort enden.
Seit 2007 ist eine Verlängerung der U-Bahn-Strecke der Linie U2 vom bisherigen Endpunkt in Gonzenheim entlang der Homburger Bahn bis zum Bahnhof Bad Homburg Planung.
Die Züge der ebenfalls geplanten Regionaltangente West (RTW) sollen einen Abschnitt der Homburger Bahn nutzen und in Bad Homburg beginnen bzw. enden.

## Betrieb

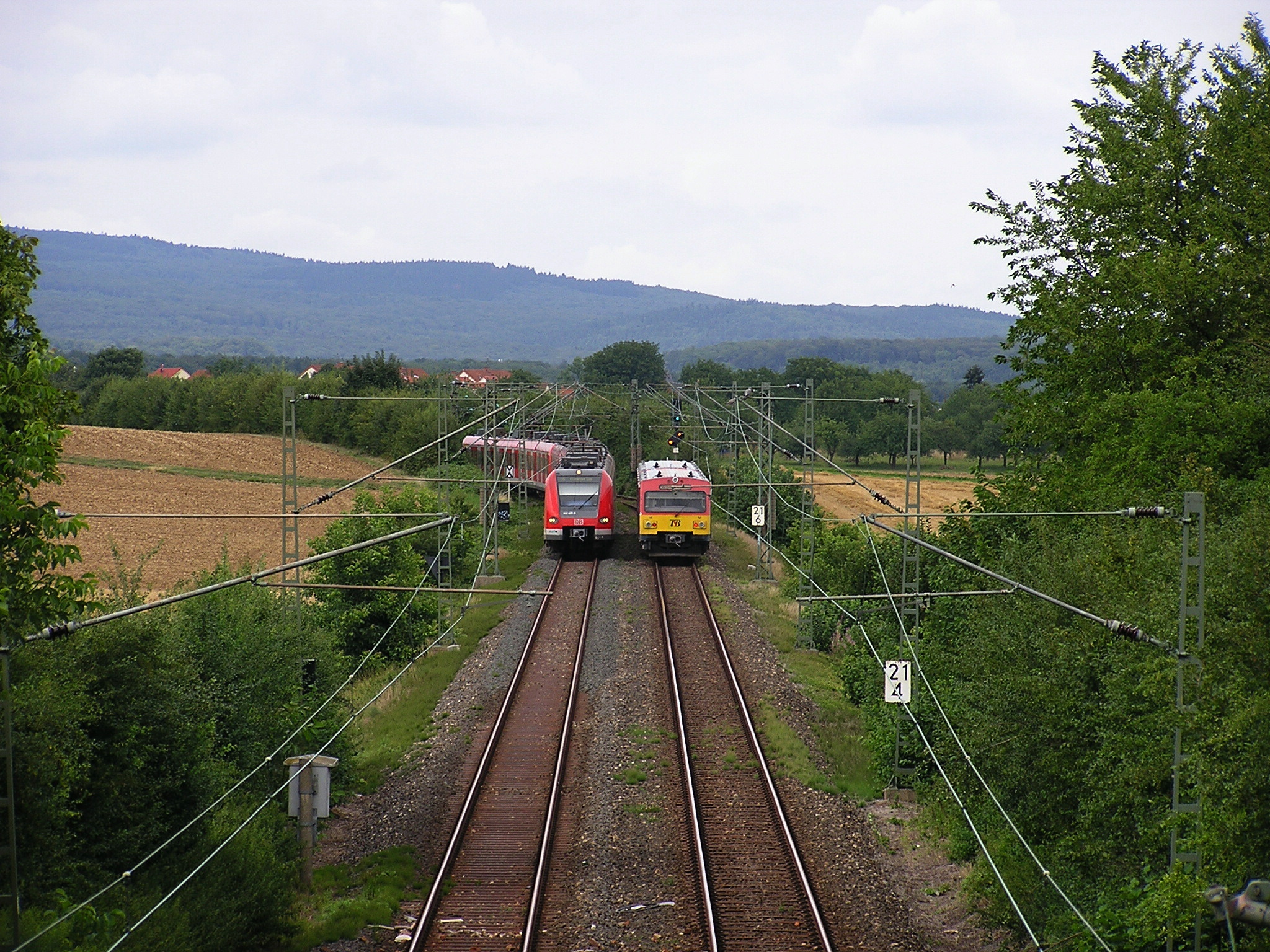
Baureihe 423 als S5 begegnet einem VT 2E der Linie RB 15

Die Strecke wird heute von der Linie S5 (Frankfurt Süd–Friedrichsdorf) der S-Bahn Rhein-Main und der von der Regionalverkehre Start Deutschland GmbH (start) betriebenen Linie RB 15 von Frankfurt über Bad Homburg, Friedrichsdorf, Usingen und Grävenwiesbach nach Brandoberndorf befahren. Weiterhin nutzen die S-Bahn-Linien S3 (Frankfurt Süd–Bad Soden) und S4 (Frankfurt Süd–Kronberg) das Teilstück vom City-Tunnel bis Frankfurt-Rödelheim die Homburger Bahn. Auch die S6 nutzt die Gleise bis zum Frankfurter Westbahnhof anstatt der parallel verlaufenden Main-Weser-Bahn. Die Strecke liegt im Bereich des Rhein-Main-Verkehrsverbunds (RMV).

## Kurioses
Der Bahnhof Weißkirchen wurde genau auf der Grenze zwischen Hessen und Nassau, heute Gemarkungsgrenze von Oberursel und Steinbach, errichtet, was in der Geschichte des Bahnhofs mehrfach zu Differenzen führte.